# Gai Sulpici Galba (cònsol el 22 dC)
Gai Sulpici Galba (llatí: Gaius Sulpicius Galba) va ser un magistrat romà del segle i dC. Formava part de la gens Sulpícia i era de la família dels Galba. Era fill de Gai Sulpici Galba i germà de l'emperador Galba. Va ser cònsol el 22 dC.